# Вулиця Василя Степанченка
Ву́лиця Василя́ Степа́нченка — вулиця у Святошинському районі міста Києва, місцевості Авіамістечко, Академмістечко. Пролягає вздовж залізниці від вулиці Павла Глазового до Робітничої вулиці.
Прилучаються вулиці Володимира Гапоненка, Хмельницька, Звенигородська, Степана Чобану, Улицька, Гетьмана Кирила Розумовського, Максима Залізняка і Омеляна Пріцака.

## Історія
Вулиця виникла в середині XX століття під назвою 65-а Нова́, у 1958 році набула назву Службова, продовжена вздовж залізниці — 1959 року. Сучасна назва на честь українського авіабудівника, лауреата Державної премії України В. О. Степанченка — із 2007 року.
До середини 1980-х років починалася від площі Героїв Бреста (скорочена у зв'язку з перевлаштуванням Святошинського ринку). У середній частині не має наскрізного проїзду внаслідок незаконної забудови приватними гаражами.